# Тулинге
Тулинге (на шведски: Tullinge) е град и подобщина, предградие на Стокхолм, намиращо се в община Ботширка.
Към 2004 година Тулинге е имало население 14 250 души, 16,5% от които не са с шведски корени, а безработицата е 2,2%. По данни от преброяването през 2010 г. населението му е нараснало на 17 291 души.
Предградието е известно с летището за изтребители F-18, което вече не функционира. Локалният влак от Стокхолм спира на гара Тулинге.